# Château de Butenheim
Le château fort de Butenheim est une ancienne motte castrale du XIe siècle, puis château fort des XIIe et XVIe siècles, de l'ancien village de Butenheim (actuel Petit-Landau) dans le Haut-Rhin, en Alsace. Ses ruines sont inscrites aux monuments historiques depuis 1964.

## Historique
La seigneurie de Butenheim est fondée vers 1050 (en même temps que l'abbaye d'Ottmarsheim, inspirée de la Chapelle palatine d'Aix-la-Chapelle de l'empereur Charlemagne) avec motte castrale (château fort primitif)  et logis seigneurial, à la fin du haut Moyen Âge, début de la féodalité. Il est un des premiers et plus anciens châteaux forts d'Alsace construits pour défendre militairement le comté d'Alsace et le Sundgau des raids vikings et sarrasins dévastateurs de l'époque.

Maquettes du musée historique de Mulhouse
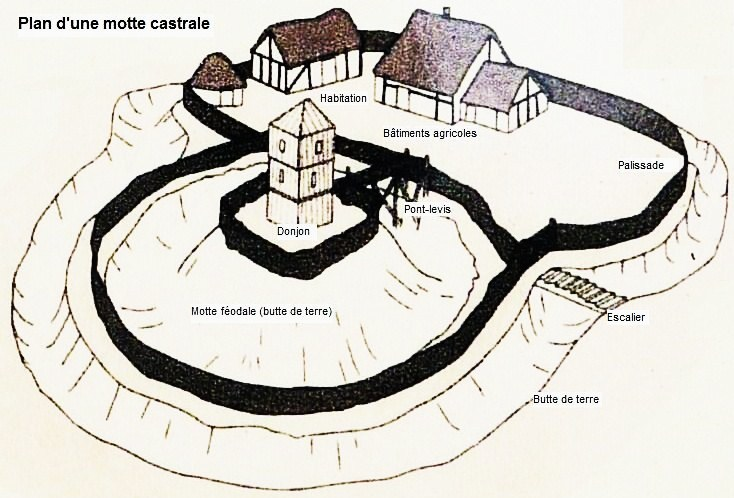
Plan d'une motte castrale du Xe siècle
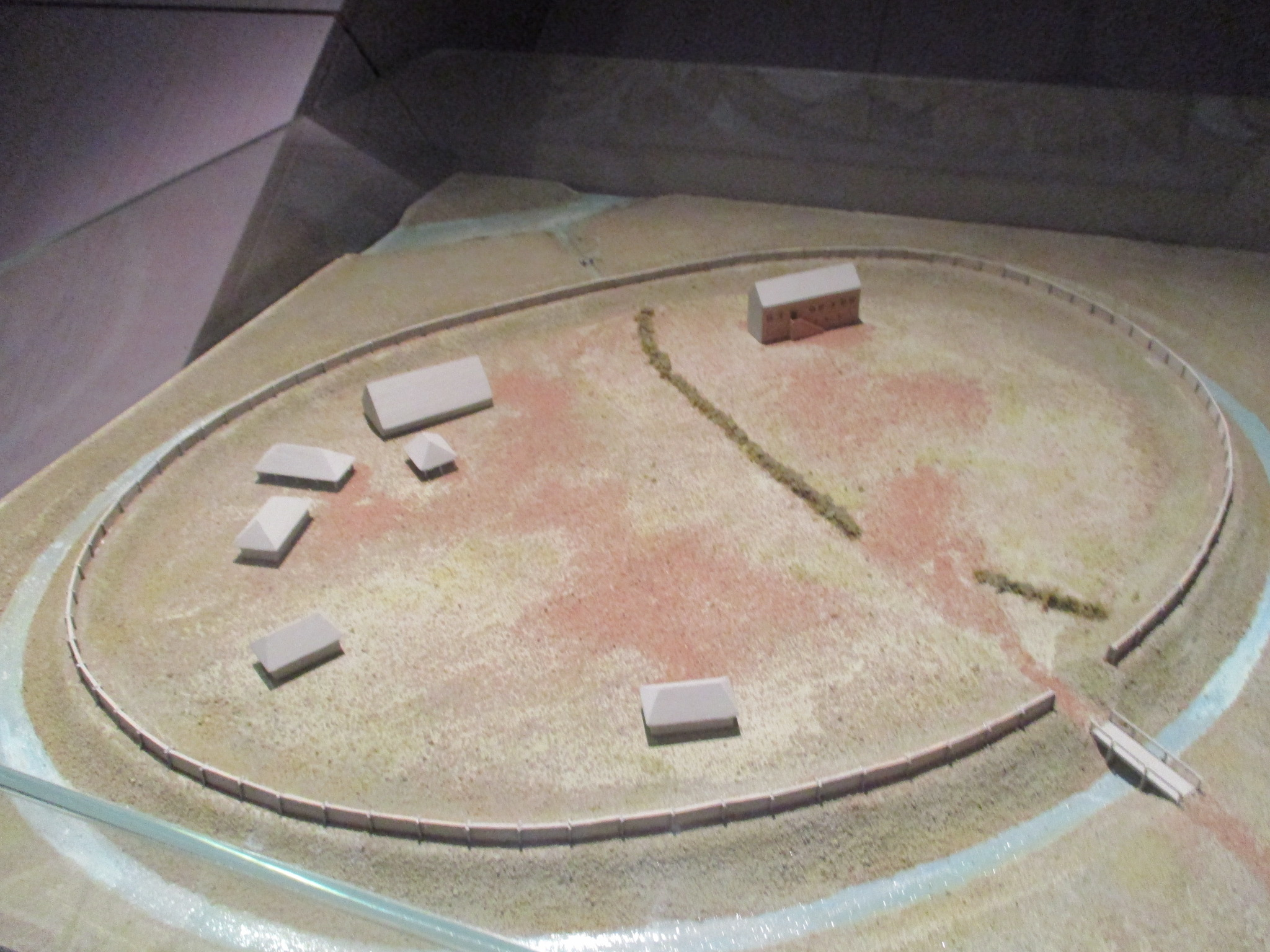
Motte castrale des Habsbourg vers 1050.
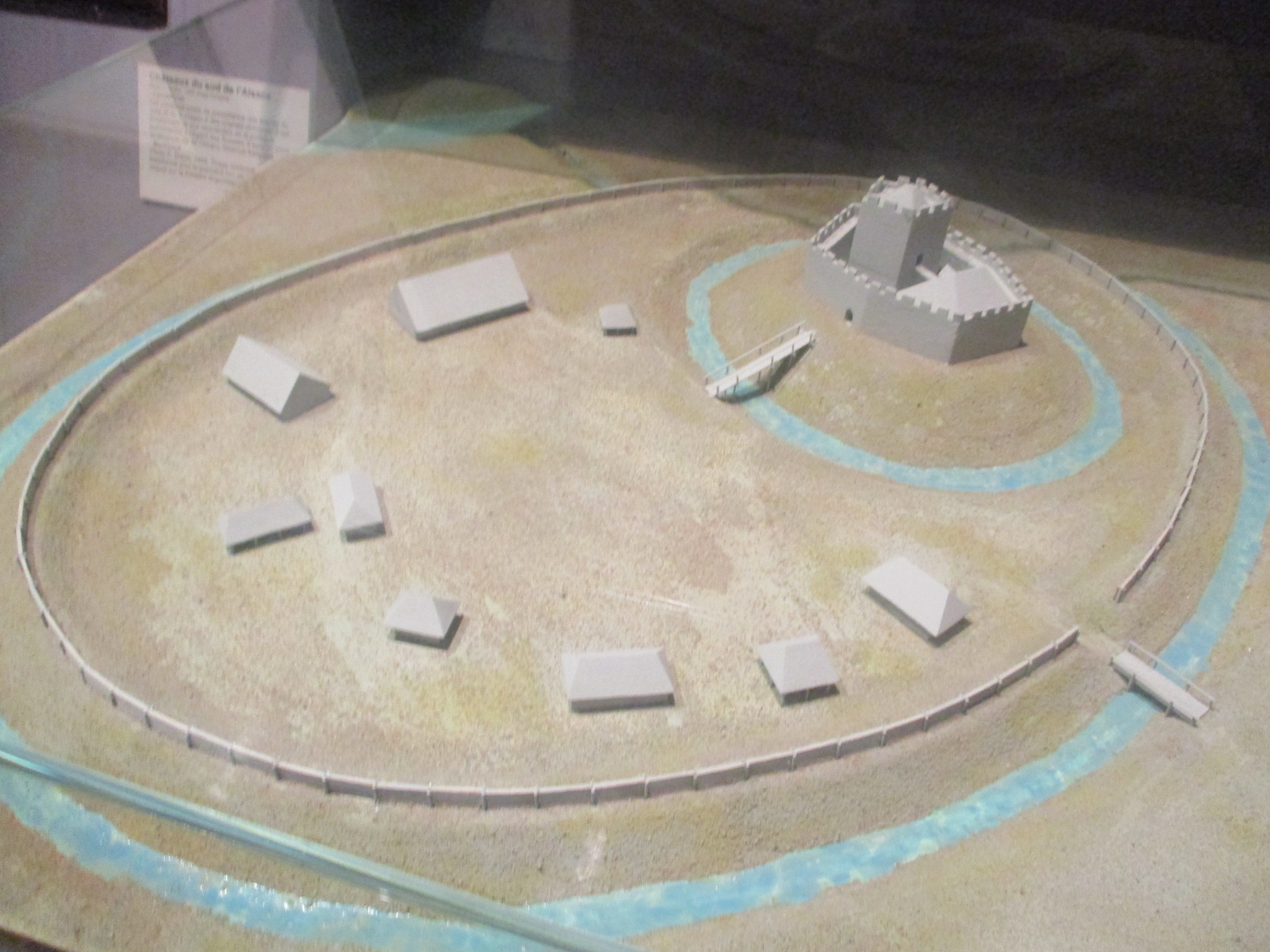
Château fort entre XIIe et XIVe siècles.
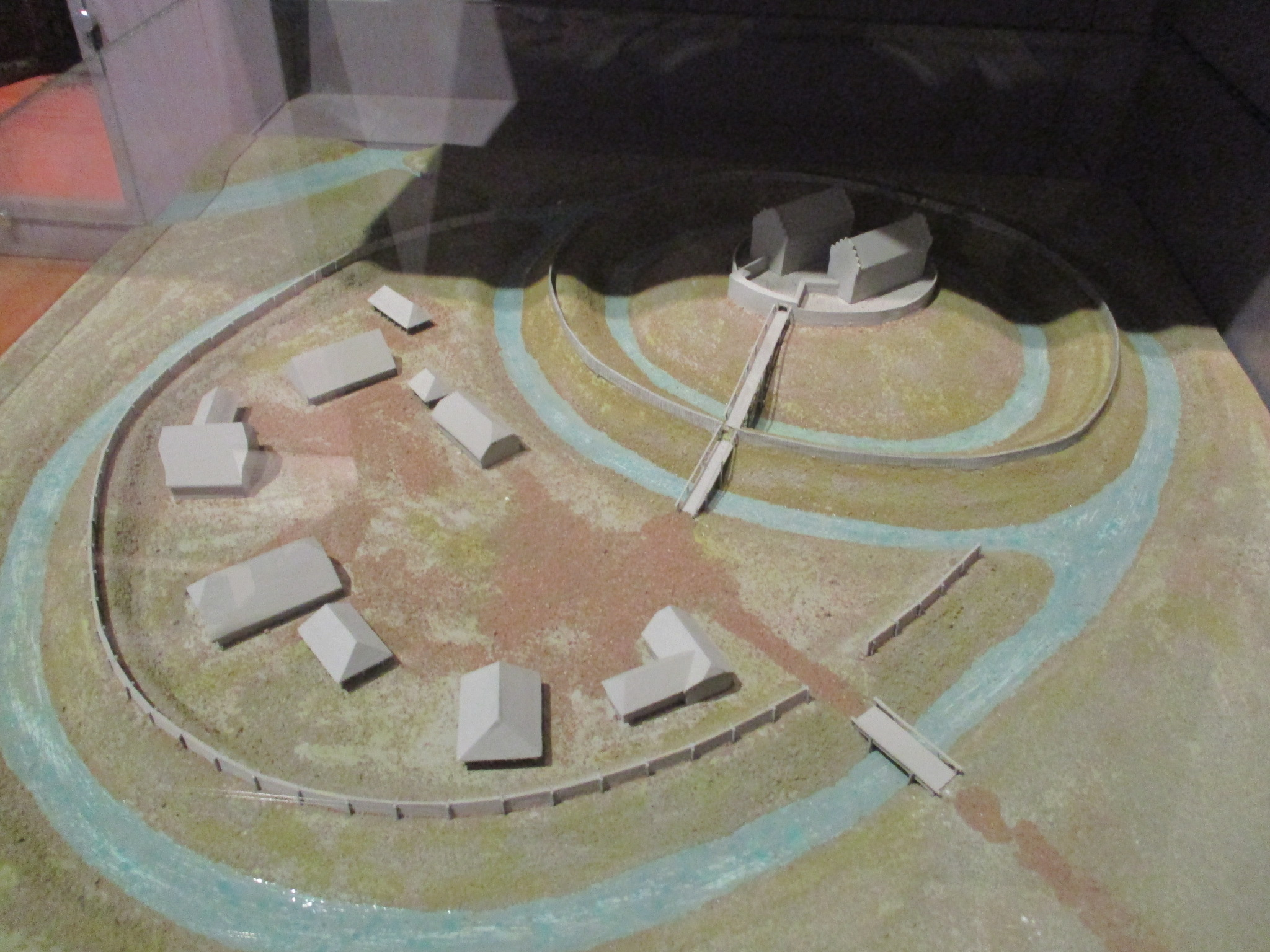
Logis seigneurial de la maison d'Andlau au XVIe siècle.

Cette seigneurie est vassale de la dynastie des descendants du comte Gontran le Riche, comte d'Alsace de 917 à 954, comte du Sundgau, et autres titres (fondateurs de la maison de Habsbourg en 1020 au Château de Habsbourg en Suisse voisine, territoires héréditaires des Habsbourg). Elle est implantée dans la plaine d'Alsace, à 20 km à l'est de Mulhouse, sur le lieu-dit « Altdorf », proche du Rhin, actuelle frontière franco-allemande, dans une zone de marais, sur la rive d’un ancien bras du Rhin (Landau vient de l’alémanique Landowva, « Land », terre, et « Auw », prairie humide).

Vestiges du château fort de Butenheim
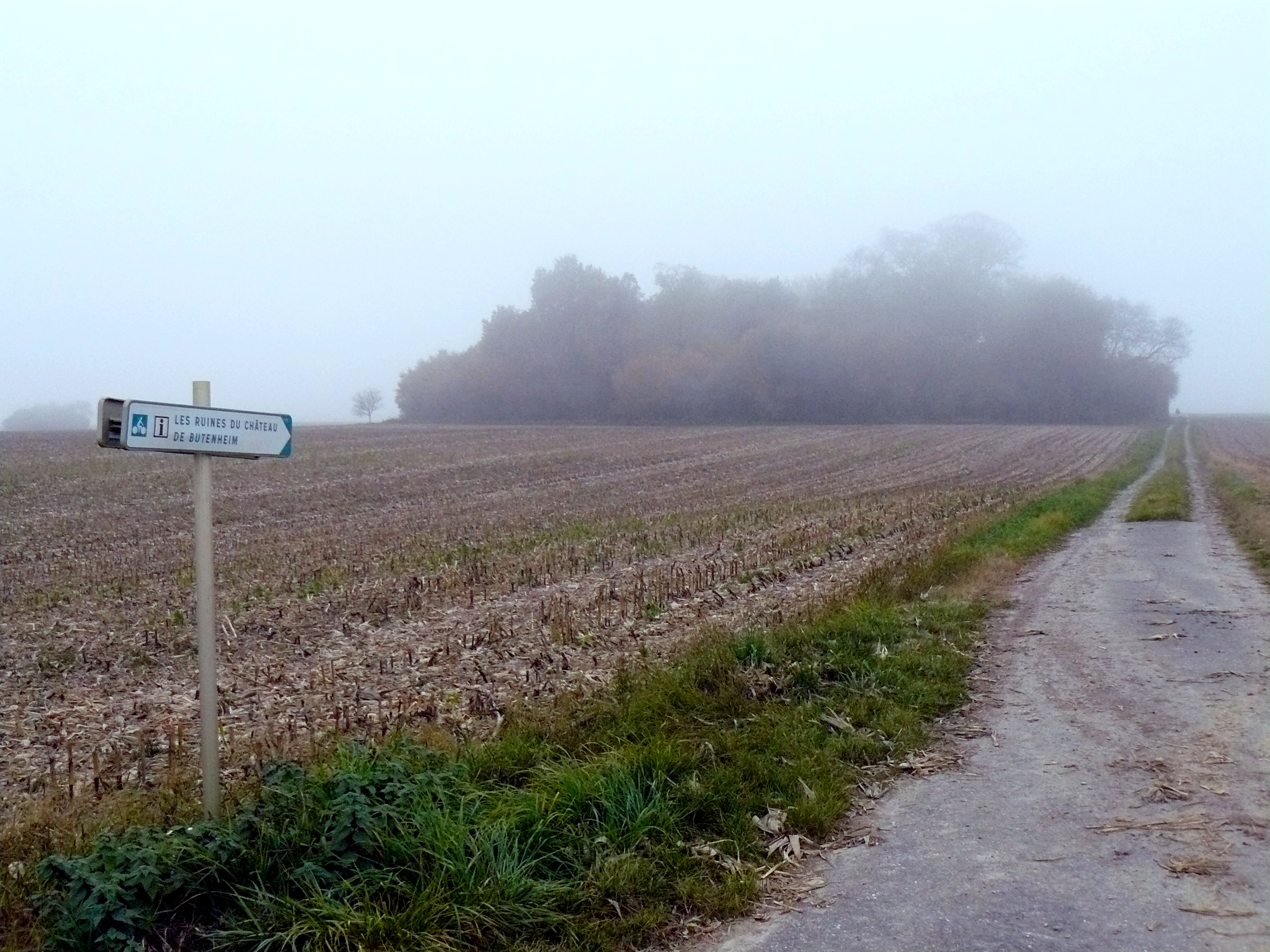
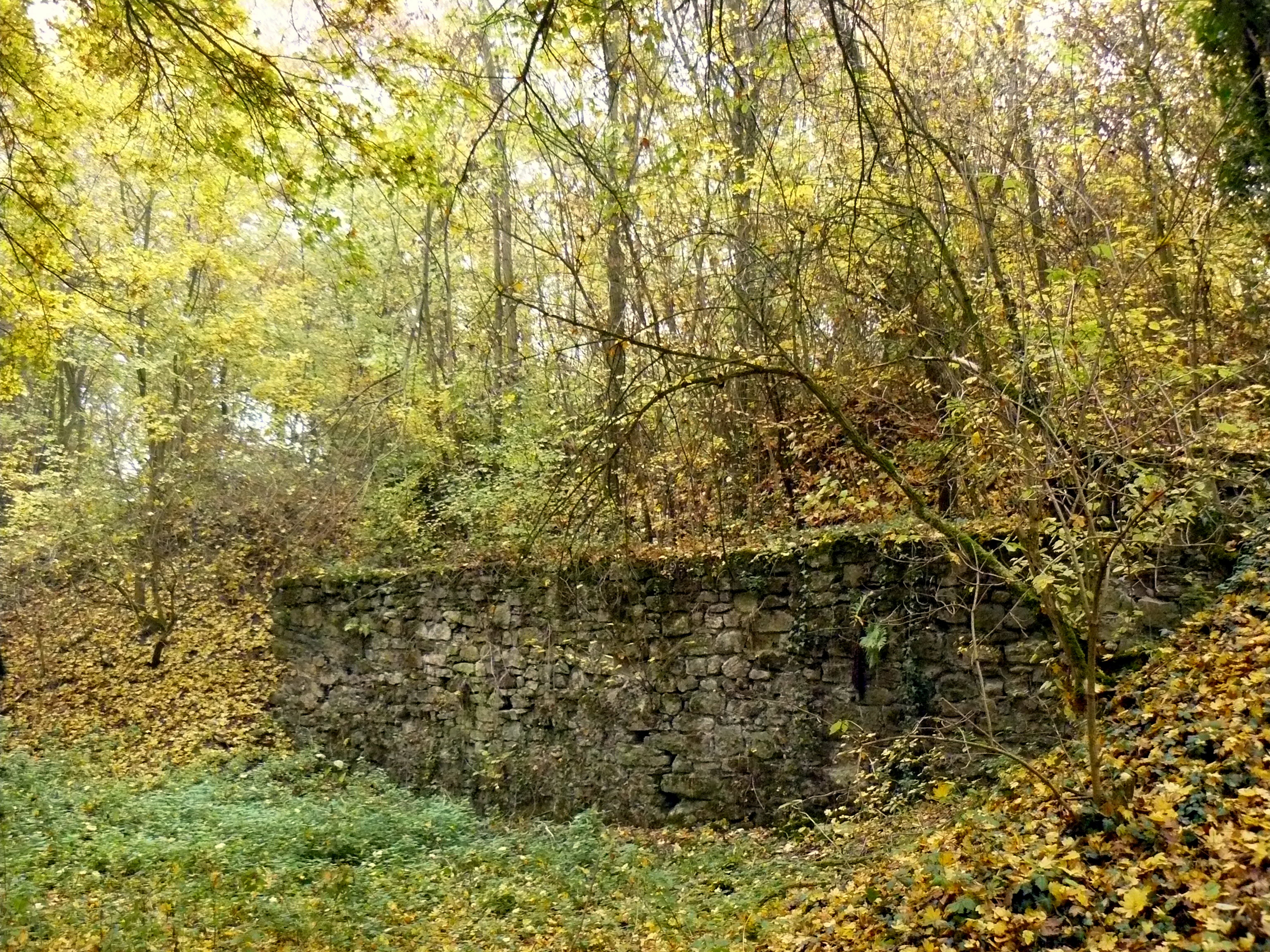
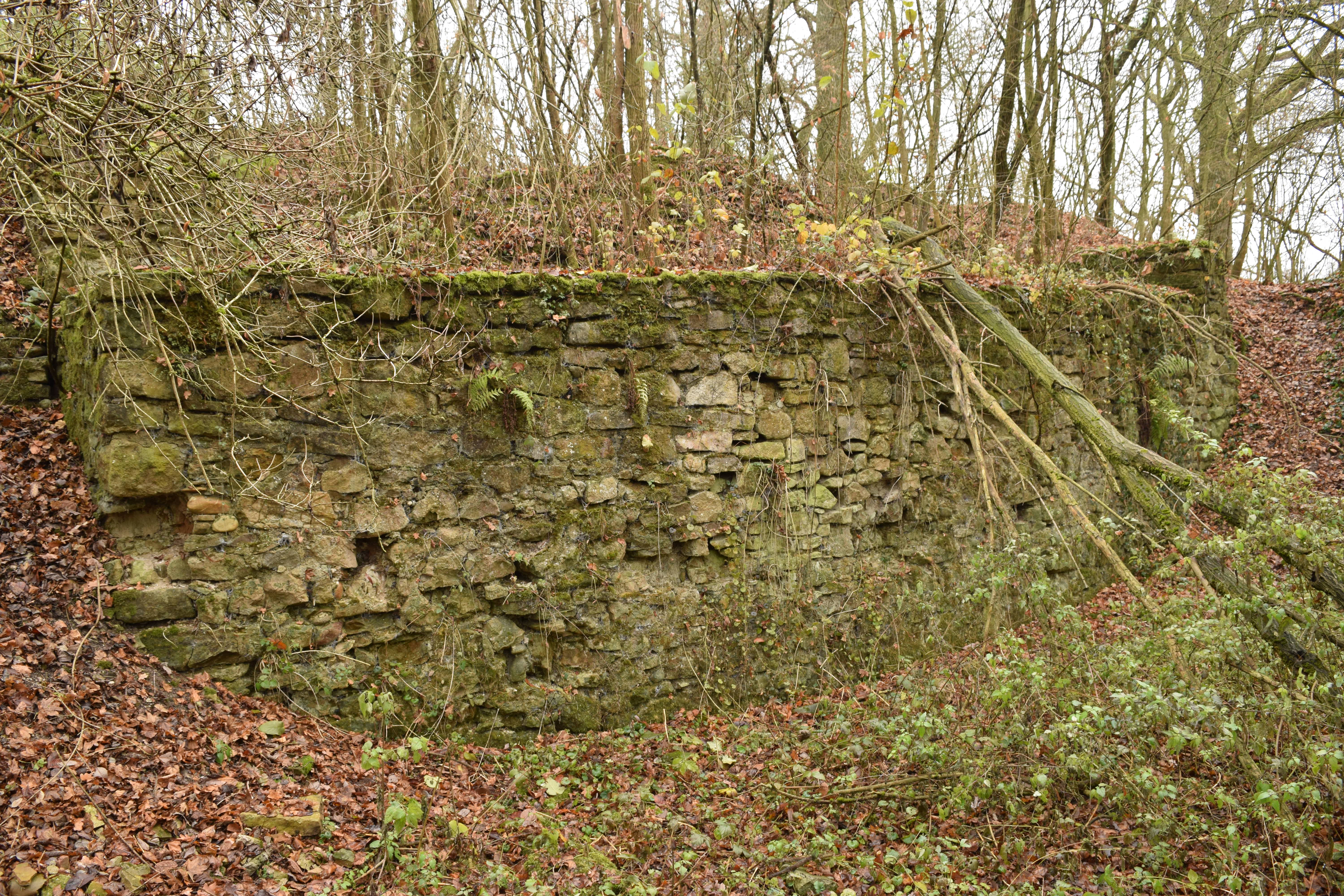
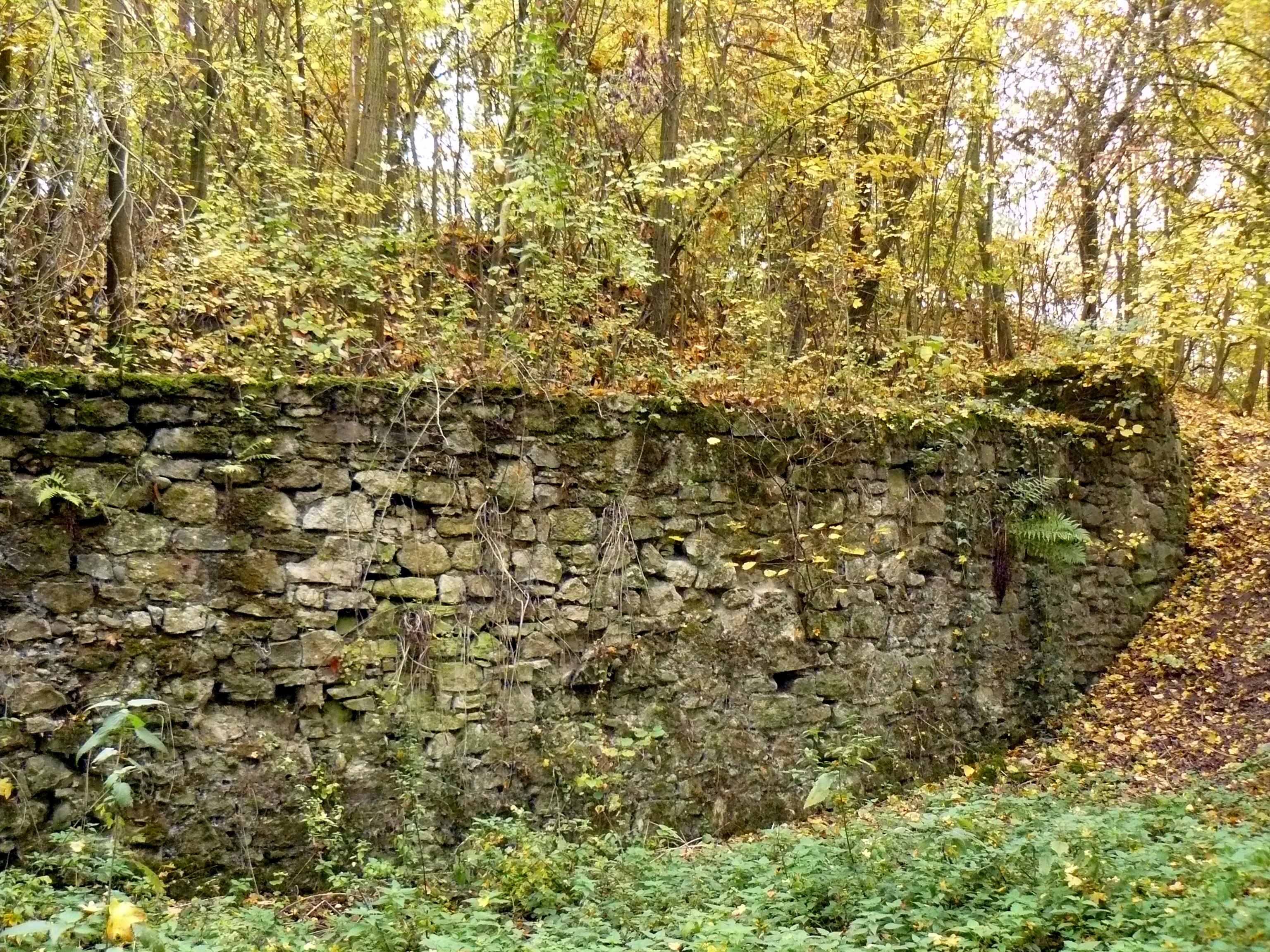

Au XIIe siècle le château fort et son donjon sont construits sur la motte castrale précédente. Plusieurs familles de seigneurs vassaux des Habsbourg s'y succèdent. Il est endommagé en 1468 par les Suisses, reconstruit et agrandi par la maison d'Andlau au XVIe siècle, ruiné et incendié pendant la guerre de Trente Ans (1618-1648), et ses ruines rasées en 1865.
Le site archéologique est fouillé dans les années 1980. Il ne subsiste à ce jour du village et de son château fort, qu'un bosquet d'arbres au milieu des champs, et quelques vestiges de murs et de circonvallations, entre le Rhin et la route D 468, au lieu-dit Altdorf, dans la commune de Petit-Landau.

## Liste des seigneurs de Butenheim
- 1191 : Seigneurs de Butenheim[5]
- 1271 : maison de Habsbourg
- 1337 : Seigneurs de Hungerstein
- 1418 : maison d'Andlau jusqu’à la Révolution française